# Maria dels Àngels Ginard Martí
Ángela Ginard Martí, H.C.C.E., řeholním jménem Maria de los Ángeles (3. dubna 1894, Llucmajor – 26. srpna 1936, Madrid) byla španělská římskokatolická řeholnice, členka kongregace Sester strážkyň eucharistického kultu, zabitá během španělské občanské války. Katolická církev ji uctívá jako blahoslavenou mučednici.

## Život
Narodila se dne 3. dubna 1894 v Llucmajoru jako třetí z devíti dětí Sebastiánu Ginardovi Garcíovi a Margaritě Martí Canals. Její otec pracoval v Civilní stráži. Po otcově odchodu do důchodu se s rodinou přestěhovala do Palmy de Mallorca. Dne 14. dubna 1905 přijala své první svaté přijímání. V té době pocítila touhu po zasvěceném životě. Často v kleče adorovala před eucharistickým svatostánkem. Její dvě tety, které byly řeholnicemi, na ni měly velký vliv.
Roku 1914 požádala své rodiče o povolení vstoupit do kláštera, ve kterém žila její teta, ale její rodiče (zejména její otec) se proti této myšlence postavili a doporučili jí, aby ještě sečkala a více to promyslela. Dne 26. listopadu 1921 vstoupila v Palmě de Mallorca do řeholní kongregace Sester strážkyň eucharistického kultu a přijala řeholní jméno Maria de los Ángeles. Postulát započala v květnu roku 1922 a o šest měsíců později zahájila svůj noviciát. Roku 1923 složila své první dočasné řeholní sliby, které pak opakovala roku 1926. Poté byla poslána do řeholního domu v Madridu. Roku 1929 složila v Barceloně své doživotní řeholní sliby. Zde žila do roku 1932, kdy se vrátila do Madridu. Vyšívala zde oltářní plátna a připravovala hostie.
Po vypuknutí španělské občanské války docházelo k pronásledování katolické církve ve Španělsku, pročež kněží a řeholníci museli žít v ilegalitě. Dne 20. července 1936 musela spolu s dalšími řeholnicemi opustit řeholní dům a ve světském oděvu si nalézt nové útočiště. Skrývala se poté v bytě v Madridu, kde však během odpoledne 25. srpna 1936 byla zatčena. Ozbrojenci, kteří do bytu vtrhli, chtěli odvléct také sestru majitele bytu, ve kterém se skrývala. Tu však ale poté, co se přiznala, že je zde jedinou řeholnicí, zde nechali. Byla naložena do připraveného automobilu a odvezena. Dne 26. srpna 1936 byla zastřelena v parku Dehesa de la Villa v Madridu a její ostatky byly ponechány na místě až do druhého dne, než byla pohřbena na hřbitově Almudena v Madridu. Její ostatky byly exhumovány a identifikovány dne 20. května 1941. Dne 19. prosince 1985 pak byly uloženy do řeholního domu v Madridu, ve kterém žila.

## Úcta
Její beatifikační proces započal dne 6. února 1987, čímž obdržela titul služebnice Boží. Dne 19. dubna 2004 podepsal papež sv. Jan Pavel II. dekret o jejím mučednictví.
Blahořečena pak byla dne 29. října 2005 v bazilice sv. Petra. Obřadu předsedal jménem papeže Benedikta XVI. kardinál José Saraiva Martins.
Její památka je připomínána 26. srpna. Bývá zobrazována v řeholím oděvu.